# استان نابلس
استان نابلس (به عربی: محافظة نابلس) یکی از استان‌های فلسطین است که در شمال کرانه باختری قرار دارد و توسط تشکیلات خودگردان فلسطین اداره می‌شود. جمعیت آن در سال ۲۰۱۷ میلادی حدود ۳۸۸٬۳۲۱ نفر بوده‌است. مرکز این استان، شهر نابلس است.

## شهرها
- نابلس

## شهرک‌ها
- Aqraba
- Asira ash-Shamaliya
- Beita
- Huwara
- Jammain
- Qabalan
- Sebastia
- Beit Furik